# 4015 Wilson-Harrington
4015 Wilson-Harrington è un corpo minore del sistema solare, del diametro medio di circa 4 km, annoverato tra i corpi con doppio status; ha pertanto ricevuto anche la designazione cometaria 107P/Wilson-Harrington. 
Inizialmente scoperto nel 1949 da Albert George Wilson e Robert G. Harrington, manifestò un comportamento cometario, ma, a causa delle scarsità di dati osservativi, non si poté accertarne l'orbita e venne annoverato tra le comete perdute. Riscoperto nel 1979 da Eleanor Helin, non manifestando comportamento cometario venne classificato tra gli asteroidi, con la designazione provvisoria degli asteroidi (4015) 1979 VA. Infine, il 13 agosto 1992 venne annunciato che le osservazioni tra i due corpi potevano essere ricollegate tra loro.
Presenta un'orbita caratterizzata da un semiasse maggiore pari a 2,6266115 au e da un'eccentricità di 0,6308640, inclinata di 2,79828° rispetto all'eclittica. Questi parametri permettono di classificarlo come asteroide near-Earth del gruppo Apollo.